# 關頌聲
關頌聲（1892年8月29日—1960年11月27日），廣東番禺人，中國建築工程師、企業家、基泰工程司創辦者、洪門份子，在1950年代臺灣推動田徑運動，被譽為「臺灣田徑之父」。

## 生平

### 中國大陸時期
關頌聲在1892年8月29日生於威海衛，於嶺南學校時受其校教習、興中會成員鍾榮光影響很大，在民國成立前就剪掉辮子，因此1907年父親關景賢只好託友人伍廷芬帶兒子到美國就讀。在校期間，關頌聲參加學校的足球隊活動並任隊長，同時也是短跑健將。
1911年，關頌聲入讀聖約翰大學，後考上清華學校（現清華大學）。清華期間，在1913年校運會880碼、鐵餅獲得冠軍，以及1913年遠東運動會田徑比賽獲一英里接力賽第二名。1914年入麻省理工學院，1917年獲建築學學士學位，1919年後又在哈佛大學攻讀市政管理一年。1919年回國發展，先後任天津員警廳工程顧問、天津北甯路常年建築師，並協助監理北京协和医学院的建築，也曾任南京首都建設委員會工程組委員。1928年參加全國大學工學院分系科目起草和審查工作、也是中國營造學社社員。1920年，在天津創辦一間名為「基泰工程司」的建築事務所。
對日戰爭初期，關頌聲身陷華北，日人想強迫他做滿州國政府的公共工程部長，但他脫逃跑到重慶。八年抗戰期間，他義務協助江陰防禦工程的建築，被敵機轟炸，幾遭不測。
1937年，關頌聲等人主修的《廣東番禺關氏家譜》出版。
1940年代中国的上海，關頌聲為很有名的结构总工程师，與陳植、趙深皆為民國建築界前輩。1949年前，國民政府遷台之前，基泰工程司所業務遍及上海、南京、重慶、廣州、瀋陽、香港等各大城市，共有百多棟，如1933年南京中央體育場、1934年南京中央醫院（今中国人民解放军南京军区南京总医院）、1937年南京金陵大學圖書館、1940年重慶漕家渡中央銀行。

### 臺灣期間

#### 支持田徑
1949年關頌聲舉家遷往臺灣後支持臺灣田徑運動，1952年到1957年擔任臺灣省運動會田徑發令員，並自備一把左輪發令槍，穿著西裝、半短褲，一副紳士模樣，在早期的省運會成了一種特色，有了關老爺的「封號」。另外還有「關發令」的稱呼。
關頌聲隨世運代表團赴羅馬參加在1960年夏季奥林匹克运动会時，閉幕之後曾到歐洲各國去玩，但回到香港時卻讀到一家外國通訊社轉發台北的消息，稱他和易國瑞等一起到巴黎消遣。他認為很遺憾，對記者說：「我是不會有這種事發生的。」
對於體育領導者的觀念，關頌聲認為任何運動員被一人或多人領導，領導者的人格、態度和知識，一定要使運動員心悅誠服。並說中國體壇昔日常有一些靠運動員吃飯的人，名為領導，實則擁一二大牌運動員以自重，如此則易讓運動員養成惡劣習慣。他說：「裁培好的運動員，不是為了自己，而是像栽花一樣，等花枝茂美時，供大家欣賞，才是真正的樂事。」他支持田徑運動，願意為選手出錢，並培養出臺灣兩位奧運會獎牌得主楊傳廣、紀政，遂被譽為「臺灣田徑之父」。

##### 培育楊傳廣
對於楊傳廣，關頌聲聘請1936年夏季奧林匹克運動會、1952年夏季奧林匹克運動會十項運動金牌鮑伯·馬提亞等田徑好手來臺示範，並資助出國學習。有一次他和江良規談起，培植楊傳廣是他一生中感覺是「設計得完美的工程之一」，並在美國訓練期間，對楊傳廣的照顧無微不至。楊傳廣在美的一切費用都由關頌聲所出，包括收購唱片、治療牙齒等。關頌聲孩子曾說：「我們要什麼，不敢對爸爸說，楊傳廣要什麼，用不著說，爸爸就會買給他。」關頌聲說策杖奔馳於省運各個場地的原因，是要尋找若干個成長中的楊傳廣。
1956年夏季奧林匹克運動會，關頌聲夫妻在場邊看到楊傳廣失利後，來到陳姓朋友家中，與中華民國代表團顧問李樸生一起喝威士忌解憂，但關頌聲依舊不灰心，反而鼓勵楊傳廣繼續努力。楊傳廣在加州大學洛杉磯分校時，對關頌聲每月給他寄八十元美金零用，向記者說：「這不是一個長遠辦法，一來我心裡不安，二來關先生負擔太重。不過，我現在還沒有辦法解決這個問題。」
楊傳廣在1960年羅馬奧運得獎後，關頌聲在撫順街基泰營造廠辦公室中接受姚鳳磐採訪，談到楊傳廣在美國只寫來三封信：第一封信是剛到美國不久時寫，希望能照顧他在台東的家屬；第二封信請求暫時不要他回國，俾能加州大學繼續攻讀；第三封信望在參加羅馬世運之後，仍赴美國繼續唸書。同時，關頌聲旅美的妹丈和長男關俊英夫婦常邀楊傳廣到家作客，更介紹華僑和楊傳廣接觸，以調劑其單調或思鄉。至於楊傳廣的教練魏振武差不多每星期都有信來。每逢週末或星期日，魏振武都伴楊傳廣作適當的娛樂。關頌聲還對記者表示將繼續找年青的人以發掘運動天才，如注意女田徑選手紀政和張幸子。他特別推重紀政，認為可以成為「女性的楊傳廣」。

##### 培育紀政
紀政在1958年省運會上以一公尺四三奪得初女組跳高金牌時，關頌聲便走到紀政和其教練許明薰身邊，詢問紀政狀況。當晚，從省運會歸來的關頌聲與妻子張靜霞到花園散步，忽然他彎下身望著一枝花苗，對妻子說要栽培一位有天賦的女孩子。他看到紀政在省運會跑不錯，要她來臺北就讀勵行中學（今樹人家商），並支持每個月新臺幣五百元當營養費。他對《聯合報》記者稱讚紀政彈性好、體型佳，乃可造之材，與腹滾式的黃又蓉一樣是有前途的新人。
1959年8月18日，中華民國田徑協會成立，首席主任委員由關頌聲擔任。1960年夏季奧林匹克運動會前，紀政在臺灣參加100公尺選拔賽，當時她的100公尺差一點點，擔任發令的關頌聲要她先跑，他再鳴槍發令，助了她進入奧運代表團。
紀政最後一次看到關頌聲是羅馬奧運時。之後她有一次經過台北中山北路，想到基泰建築公司找關頌聲，但因那天急著辦事也沒進去，之後就到美國去，從此再沒會面。

### 事業生涯
關頌聲曾任臺灣建築師公會理事長，曾數次拒絕周恩來邀請回到中國大陸的請求。基泰工程司也遷來臺灣，陸續設計香港萬宜大廈、邵氏大廈、臺灣人造纖維公司、臺北市綜合體育場、臺灣省立臺中體育場（今國立臺灣體育運動大學體育館）等建築。
1955年3月28日，基督復臨安息日會創辦的台灣療養院（今臺安醫院）在臺北市中正路（今八德路）一千號舉行開幕式，蔣夫人宋美齡接受該院建築工程師關頌聲呈獻金鑰。1957年，關頌聲率領台省建築技師公會國外考察團，訪問日本、香港等地。1960年，任台灣手工業推廣中心董事長。

### 慈善活動
關頌聲在國際美生會、扶輪社、洪門兄弟聯誼會等組織中，也素以慷慨著稱。有一次，他曾和記者談到目前的經濟情形，表示來台灣這幾年，錢也花得差不多。基泰建築公司後來也虧本，每月開支十萬元，進賬卻不過五、六萬元，完全依香港分公司盈餘貼補。不過，他依然贊助運動員。在省手工業推廣中心開幕時，他對記者說前兩天到榮民醫院去看素昧平生的張英武，送些一些食品。尹仲容在關頌聲去世之日，跟記者講關頌聲對別人求他的事，往往是來者不拒，尤其是有人請他為貧病的人捐錢，更常捐鉅款而無吝色。對朋友可以說一向是仁至義盡，有時還被別人恩將仇報。

### 去世

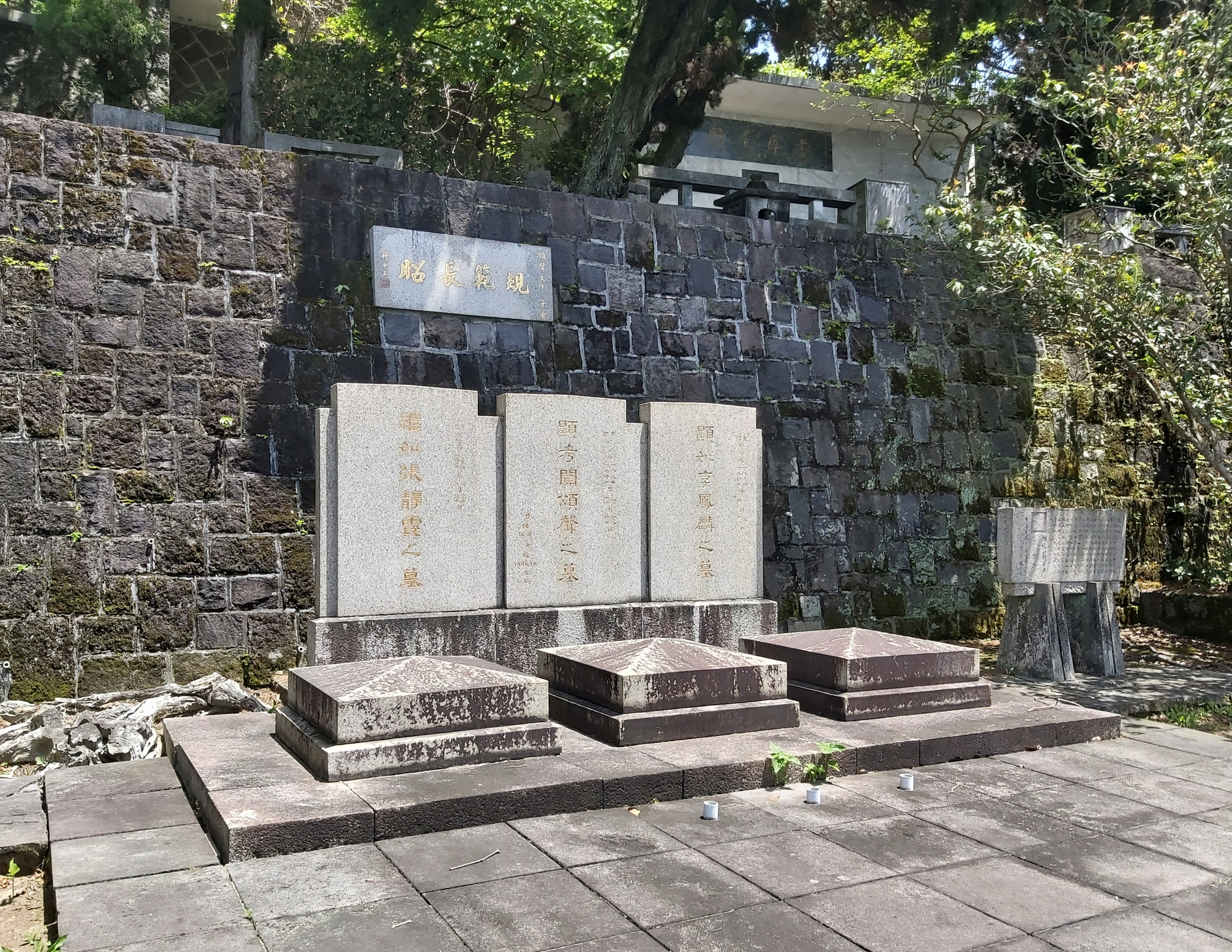
關頌聲與妻室在臺北市北投區陽明山第一公墓的墓地

1960年11月26日，關頌聲歸家洗澡後，心疾突發。午夜十二時許，即感身體不支，急電求醫，由其平常熟悉的江醫生和北投一位黃醫生會診，發現心門阻塞，搶治清晨3點不治，病逝於北投溫泉路146號私寓。彌留時，其妻張靜霞及好友尹仲容夫婦均在側，不過子女二男三女均在美國。其遺言：「我雖然一生做過許多事業，但從大陸上帶來的錢，這幾年在台灣搞體育和慈善事業已用得差不多了；所以身後希望喪葬從簡，不必舖張。而且盼望老朋友們對遺族多幫忙。」他還表示希望火葬，骨灰留待返回中國大陸後與元配同穴埋葬。
遣囑裡特別希望顏水龍幫他在臺灣省立臺中體育場完成一件表達運動的鑲嵌畫。
張群、張彼德、尹仲容、鄧傳楷、郝更生、劉景山、葛之覃、林鴻坦，及聲社、扶輪社、清華同學會、中國慈壇社、中國美生會、基泰建築公司、洪門海外昆仲聯絡處、中華基督教婦女祈禱會、及中華田徑委員會的代表，在台灣手工藝中心成立治喪委員會，推由尹仲容任主任委員。周書楷、鄧傳楷、劉景山任副主任委員，並由葛之覃任總幹事，林鴻坦、劉璧章、初毓梅、高重翔任副總幹事。
1960年12月3日下午在台北市殯儀館火葬。蔣中正題頒「規範長昭」輓額一幅。靈堂設在國際學舍體育館，花圈由大門口排列到馬路上，約一百公尺長。好友有于右任、張群、胡適、黃杰、朱家驊、王叔銘、鄧傳楷、楊森、李立柏、呂錦花等兩千餘人參加。在加拿大的五子關俊伍尚未回來奔喪。

## 身後
關頌聲家屬於1961年得到關頌聲的褒揚令。同年，顏水龍在台中市立體育場完成壁畫，向教育部要求經費時，想起關頌聲曾出資培養楊傳廣之事，價格上實在不好開口，於是只要八萬。
1963年，楊傳廣創下九千多分的十項全能運動世界紀錄。同年4月30日，當時教育部長黃季陸和督學郝更生來到關頌聲在陽明山的墓前獻花，頌詞最後寫著：「頌聲先生，你可以很快樂的安息了...。」
1966年亚洲运动会揭幕前，紀政對記者談到從羅馬世運再沒看到培養她的關頌聲，突然把雙手掩住她的臉。多年後，她在2012年接受東森採訪時談及關頌聲當年要她偷跑再發令的這件事，說：「這一件事，老一輩的田徑裁判都知道，跑完100公尺，我剛好達到決選標準，因此可以說如果沒有關先生的那一槍，也就沒有現在的我。」
楊傳廣和紀政在1968年11月27日一同跪在關頌聲墓園。楊傳廣預備了一尊黑色大理石雕刻土人像，奉獻墓前，說要它代表他陪伴他的關老師；紀政帶著一朵黃玫瑰，雙手扶著墓碑，久久抬不起頭來。
2010年代，關頌聲子女在北京清華大學捐贈「清華大學體育榮譽室」。

## 家族
關頌聲原籍廣東番禺，家族在廣東為信仰基督教的望族，並支持孫中山革命。祖父關元昌為中國牙醫先鋒。父親關景賢為孫文在雅利士醫院的同學，曾任太醫。叔父關景良為革命份子。姑媽關月屏為宋氏三姊妹姨丈溫秉忠的首任妻子。弟關頌韜為名醫。
關頌聲元配李鳳麟為宋美齡的维斯理学院同學，1947年4月28日病逝上海，年五十四歲。
姪女關家蒨，在1962年6月由香港到台北過蜜月與拜訪長輩。